# 横須賀市立神明中学校
横須賀市立神明中学校（よこすかしりつ しんめいちゅうがっこう）とは、神奈川県横須賀市神明町にある市立中学校。
通称、神明（しんめい）、神中（じんちゅう）と呼ばれている。

## 沿革
- 1979年（昭和54年）
  - 4月1日 - 横須賀市立久里浜中学校より分離、開校。
  - 6月12日 - 開校式が行われる。この日を創立記念日とした。

## 部活動

### 運動部
- 野球部
- バスケットボール部
- サッカー部
- バドミントン部
- 陸上部
- 卓球部
- ソフトテニス部
- 柔道部
- バレーボール部（女子）
- 剣道部

### 文化部
- 料理手芸部
- 音楽部
- 美術部

## 通学区域
2014年度は以下の通りである。
- 久里浜3丁目、6丁目～9丁目
- 神明町
- ハイランド1丁目、4丁目、5丁目
- 長瀬

また、野比5丁目7～13番は横須賀市立野比中学校の通学区域であるが、通うことができる。

## 進学前小学校
- 横須賀市立久里浜小学校 - 久里浜6丁目（7番、11番～14番を除く）、7丁目の内1番、2番、長瀬
- 横須賀市立明浜小学校 - 久里浜6丁目の内7番、11番～14番、7丁目（1番、2番を除く）、8丁目、9丁目
- 横須賀市立神明小学校 - 久里浜3丁目、神明町、ハイランド1丁目、4丁目、5丁目

また、公立学校選択制により、以下の学校からも進学できる。
- 横須賀市立望洋小学校 - 馬堀中学校が通学区域の地域は除く
- 横須賀市立大塚台小学校 - 大津中学校が通学区域の地域は除く
- 横須賀市立浦賀小学校
- 横須賀市立高坂小学校
- 横須賀市立岩戸小学校
- 横須賀市立粟田小学校
- 横須賀市立大矢部小学校 - 大矢部中学校が通学区域の地域は除く
- 横須賀市立久里浜小学校 - 久里浜中学校が通学区域の地域
- 横須賀市立明浜小学校 - 久里浜中学校が通学区域の地域
- 横須賀市立神明小学校 - 久里浜中学校が通学区域の地域
- 横須賀市立野比小学校
- 横須賀市立野比東小学校
- 横須賀市立北下浦小学校
- 横須賀市立津久井小学校

## 交通
- 京浜急行電鉄 久里浜線 京急久里浜駅より徒歩10分
- 京浜急行バス 尻摺坂下バス停よりすぐ

## 著名な出身者
- 町田洋介（バスケットボール選手）
- TETSUYA（ダンサー）
- 山谷侑士（サッカー選手）